# Demon (skała)

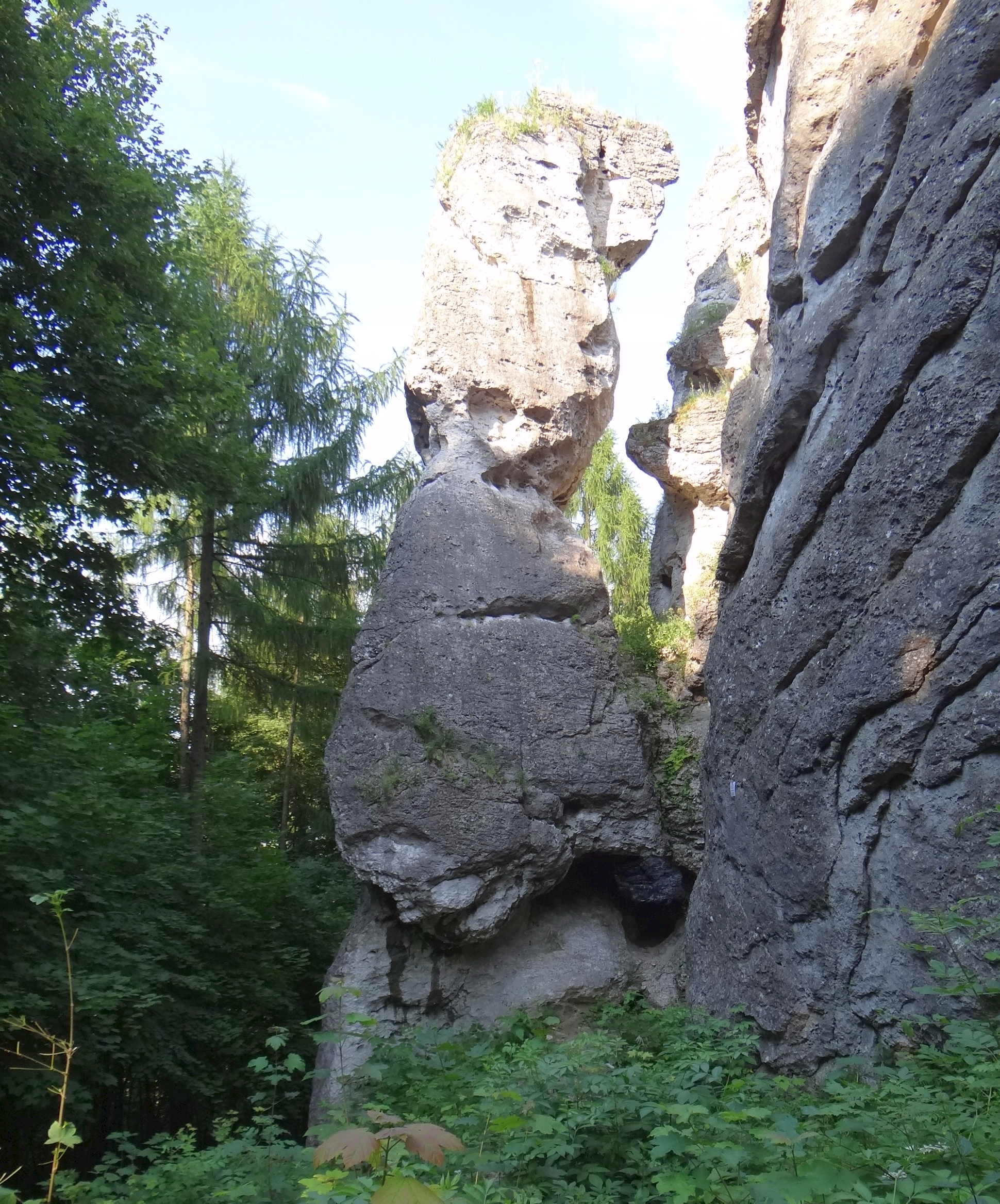
Demon (po lewej stronie)

Demon – skała w miejscowości Podzamcze w województwie śląskim, w powiecie zawierciańskim, w gminie Ogrodzieniec. Jest jedną ze skał Wielbłąda w zwartym skalnym grzebieniu skał odbiegających na północny wschód od hotelu na Górze Janowskiego. Skały grupy Wielbłąda są w tym murze skalnym najbardziej wysunięte na północny wschód, zaś Demon to igła skalna znajdująca się po północnej stronie Wielbłąda.
Demon zbudowany jest z twardych wapieni skalistych. Ma wysokość 20 m, ściany pionowe lub przewieszone. Uprawiana jest na nim wspinaczka skalna. Jest 6 dróg wspinaczkowych o trudności IV do VI.7 w skali Kurtyki. Trzy z nich mają zamontowane stałe punkty asekuracyjne: ringi i stanowiska zjazdowe.
1. Lewe ryski marynarzy; VI+, 20 m
2. Prawie wszystko na sprzedaż; 8r + st, VI.7, 20 m
3. Oferta specjalna; 9r + st, VI.4, 20 m
4. Prawe ryski marynarzy; VI+, 20 m
5. Lewe pieniądze; 6r + st, VI.4+/5, 14 m
6. Filar Demona; V, 20 m[2].

W Demonie znajdują się dwa schroniska: Schronisko Górne obok Ruin Zamku w Ogrodzieńcu i Schronisko obok Ruin Zamku w Ogrodzieńcu Pierwsze.